# Camponotus fornasinii
Camponotus fornasinii är en myrart som beskrevs av Carlo Emery 1895. Camponotus fornasinii ingår i släktet hästmyror, och familjen myror. Inga underarter finns listade.